# Eforie Nord

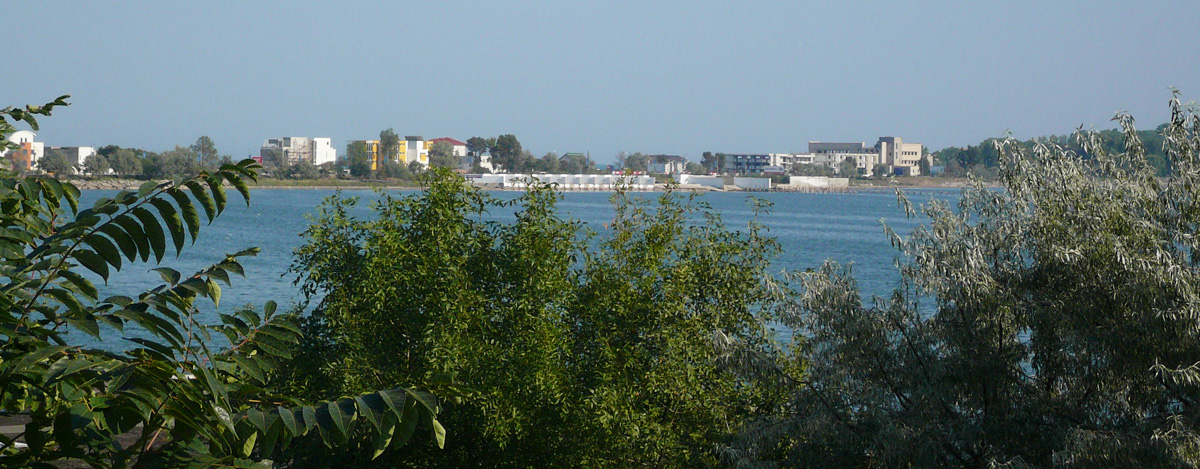
Eforie Nord mit Techirghiol-See

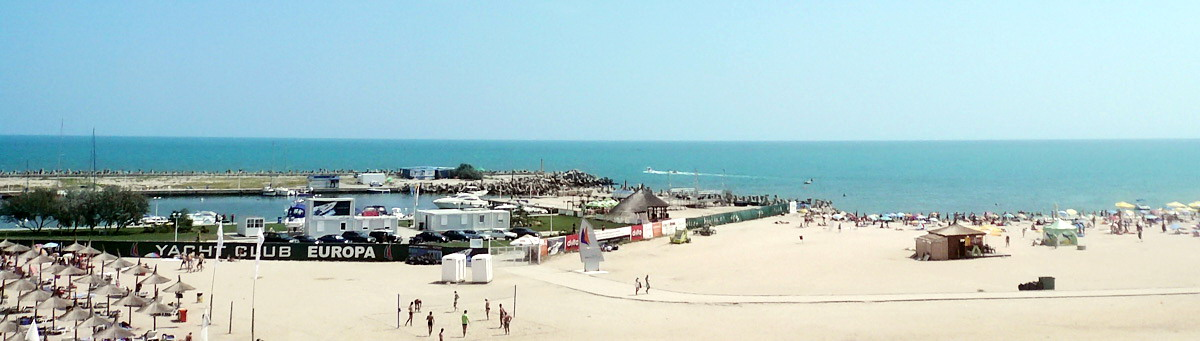
Hafen und Strand in Eforie Nord

Eforie Nord ist ein Ortsteil der Stadt Eforie in Rumänien am Schwarzen Meer. Der Badeort liegt nahe Eforie Sud und 14 Kilometer südlich von Constanța auf einer Landverbindung zwischen der Küste des Schwarzen Meeres und dem Techirghiol-See.

## Beschreibung
Im Jahr 1892 wurde Eforie Nord zum ersten Kurort Rumäniens. Schwerpunkte der Angebote sind Behandlungen mit Wasser und Heilschlamm aus dem stark salzhaltigen Techirghiol-See, die bei rheumatischen und endokrinen Erkrankungen besonders wirksam sein sollen. Die Gesamtkapazität für Kurgäste beläuft sich auf ungefähr 10.000 Plätze, davon ungefähr 1400 in einem großen Kur- und Behandlungskomplex, der aus den Hotels Delfinul, Meduza und Steaua de Mare besteht.
In der Hochsaison im Sommer erinnert allerdings wenig an einen Kurort – dann ist Eforie Nord ein belebter Badeort mit einem breiten Urlaubsangebot, wie Theater, Kino, Cafés, Nachtclubs und Parkanlagen.
In einem Reisebericht über rumänische Seebäder aus dem Jahr 1997 wird Eforie Nord als billig, aber schmutzig und primitiv beschrieben. In Reiseangeboten aus dem Jahr 2004 wird der Ort jedoch als gepflegt beschrieben.